# Body Moves
«Body Moves» — песня американской группы DNCE. Она была выпущена 30 сентября 2016 года лейблом Republic Records в качестве лид-сингла из их дебютного студийного альбома. Авторами выступили солист группы, Джо Джонас, Джастин Трантеро и её продюсеры Рами Якуб, Альбин Недлер и Кристоффер Фогельмарк. Песня жанра дэнс-поп.

## Отзывы критиков
Робби Доу из Idolator прокомментировал влияние сольного дебютного альбома Джастина Тимберлейка, Justified, на звучание песни и написал, что «Body Moves» — «мелодия, которая не только является достойным продолжением… но и которой удаётся опереть обоих своих преемников».

## Музыкальные клипы
Премьера рекламного музыкального клипа состоялась 5 октября 2016 года, в нём также была реклама линии нижнего белья Victoria’s Secret, в видео участвуют модели Тейлор Хилл, Эльза Хоск, Жасмин Тукс, Сара Сампайо и Джозефин Скрайвер. Официальный музыкальный клип режиссёра Ханны Люкс Дэвис, вышел 11 октября 2016 года.. Описанное критиками как «провокационное», видео показывает Джо Джонас без рубашки и вовлечённый в сексуальное поведение с моделью Шарлоттой Маккинни в лифте, среди других членов группы и «еле одетых» танцоров.

## Выступления
DNCE появились на 26 августа 2016 года The Today Show и исполнили песню «Body Moves», вместе с песнями «Cake by the Ocean» и «Toothbrush».

## Участники записи
- Звукорежиссёр – Ноа «Mailbox» Пассовой
- Бэк-вокалист, барабан, гитара, программист, звукорежиссёр, продюсер, автор слов, композитор — Кристоффер Фогельмарк
- Бэк-вокалист, программист, звукорежиссёр, продюсер, автор слов, композитор — Альбин Недлер
- Микшер — Сербан Генеа
- Ижненер – Джон Хейнс
- Программист, звукорежиссёр, продюсер, автор слов, композитор – Рами Якуб
- Бэк-вокал, барабан – Джек Лоулесс
- Бэк-вокал, басс – Коул Уиттл
- Бэк-вокал, гитара – ДжинДжу Ли
- Вокалист, автор слов, композитор – Джо Джонас
- Аранжировщик валторны, саксофоны — Джонас Тандер
- Тромбон — Стаффан Финдин
- Труба — Стефан Перссон
- Труба – Патрик Ског
- Автор слов, композитор – Джастин Трантер

## Чарты
| Чарт (2016–17)                              | Высшая позиция |
| ------------------------------------------- | -------------- |
| Australia (ARIA)                            | 62             |
| Бельгия/Валлония (Ultratip Bubbling Under)  | 5              |
| Венгрия (Rádiós Top 40)                     | 30             |
| Венгрия (Single Top 40)                     | 34             |
| Япония (Billboard Japan Hot 100)            | 46             |
| Japan Hot Overseas (Billboard)              | 2              |
| Mexico Ingles Airplay (Billboard)           | 8              |
| New Zealand Heatseekers (Recorded Music NZ) | 2              |
| Шотландия (OCC Scotland)                    | 42             |
| Словакия (Rádio — Top 100)                  | 89             |
| Швеция (Sverigetopplistan)                  | 96             |
| Великобритания (OCC UK Singles)             | 99             |
| США (Billboard Dance Club Songs)            | 2              |
| США (Billboard Pop Airplay)                 | 30             |

| Чарт (2017)                     | Позиция |
| ------------------------------- | ------- |
| US Dance Club Songs (Billboard) | 28      |

## Сертификации
| Регион                                                                      | Сертификация | Продажи |
| --------------------------------------------------------------------------- | ------------ | ------- |
| Бразилия (ABPD)                                                             | Золотой      | 30 000  |
| Данные о продажах + прослушиваниях приведены только на основе сертификации. |              |         |

## История релиза
| Страна | Дата             | Формат                 | Лейбл     | Примечания |
| ------ | ---------------- | ---------------------- | --------- | ---------- |
| Мир    | 30 сентября 2016 | Цифровое скачивание    | Republic  | [ 1 ]      |
| США    | 4 октября 2016   | Contemporary hit radio | Republic  | [ 23 ]     |
| США    | 17 октября 2016  | Hot adult contemporary | Republic  | [ 24 ]     |
| Италия | 4 ноября 2016    | Contemporary hit radio | Universal | [ 25 ]     |